# ܘ
وأو (ܘܲܘ/ܘܰܘ) سادس حروف الأبجدية السريانية. يقابل حرف الواو بالعربية.